# طراحی وب واکنش‌گرا

"محتوا مانند آب است"، یک ضرب‌المثل که اصول RWD را نشان می‌دهد

طراحی وب واکنش‌گرا یا ریسپانسیو (به انگلیسی: responsive web design) (سرواژه:RWD) یک روش طراحی وب است که هدف آن نمایش مطلوب صفحه در طیف گسترده‌ای از دستگاه‌ها از تلفن‌های همراه تا نمایشگر کامپیوترهای رومیزی است.
یک وب‌سایت طراحی شده به روش واکنش‌گرا تصاویر انعطاف‌پذیر و مدیا کوئری‌های سی‌اس‌اس سازگار است.
- مفهوم شبکه‌های انعطاف‌پذیر این است که در آن برای اندازه عناصر صفحه به جای واحدهای مطلق مانند پیکسل یا پوینت از واحدهای نسبی مانند درصد استفاده می‌کنیم.[۶]
- اندازه تصاویر انعطاف‌پذیر نیز با واحدهای نسبی تعیین می‌گردد تا بیرون از عنصر نمایش‌دهنده خود نشان داده نشود.[۷]
- مدیا کوئری‌ها امکان استفاده از CSSهای مختلف برای صفحه براساس ویژگی‌های دستگاه نمایش‌دهنده (معمولاً بر اساس عرض مرورگر وب) فراهم می‌کنند.
- یکی از عوامل مهم در رتبه‌بندی سایت‌ها توسط موتورهای جستجو همانند گوگل و بینگ واکنش گرا بودن سایت می‌باشد.[۸]

## مزایای طراحی وب واکنش گرا
صرفه جویی در هزینه‌ها به صورتی که فکر کنید تمامی شرکت‌ها برای کاربران خود نسخه موبایل نیز طراحی می‌کرد. فکر کنید باید برای هر مدل گوشی یک قالب اختصاصی طراحی کنید و این کار هزینه بر و بیهوده است. و از همه مهم‌تر وقت گیر است. قالب‌های واکنش گرا برای هر مدل گوشی به زیبایی قابل نمایش است.
یکی دیگر از مزایای طراحی سایت واکنش گرا بهبود سئو می‌باشد. همچنین طراحی سایت ریسپانسیو یا واکنش گرا یکی از فاکتورهای مهم و اساسی برای سئو است و به نوعی یکی از اصلی‌ترین زیر ساخت‌های سئو و طراحی وب به‌شمار می‌رود. 
گوگل با ابزار mobile-friendly واکنشگرا بودن وبسایت را بررسی می‌کند.

## مفاهیم مرتبط

### تقدم تلفن همراه، جاوااسکریپت محجوب، افزایش روزافزون
تقدم تلفن همراه، جاوااسکریپت محجوب، افزایش روزافزون (استراتژی‌هایی موجود در هنگام بررسی طراحی یک وب‌سایت جدید) مفاهیم مرتبطی هستند که پیش از طراحی واکنش گرای وب واقع می‌شوند: مرورگرهای تلفن‌های همراه عمومی قادر به درک کدهای جاوا اسکریپت یامدیا کوئری نیستند. پس چاره کار طراحی یک وب‌سایت جامع با قابلیت ارتقاء مفاهیم برای تلفن هوشمند و رایانه شخصی است به‌جای آنکه با افت شدیدی در طراحی یک وب‌سایت پیچیده و سنگین برای نوعی از تلفن هوشمند شویم.